# Khacharod
Khachrod è una suddivisione dell'India, classificata come municipality, di 29.897 abitanti, situata nel distretto di Ujjain, nello stato federato del Madhya Pradesh. In base al numero di abitanti la città rientra nella classe III (da 20.000 a 49.999 persone).

## Geografia fisica
La città è situata a 23° 25' 0 N e 75° 16' 60 E e ha un'altitudine di 484 m s.l.m..

## Società

### Evoluzione demografica
Al censimento del 2001 la popolazione di Khachrod assommava a 29.897 persone, delle quali 15.288 maschi e 14.609 femmine. I bambini di età inferiore o uguale ai sei anni assommavano a 4.651, dei quali 2.512 maschi e 2.139 femmine. Infine, coloro che erano in grado di saper almeno leggere e scrivere erano 19.201, dei quali 11.248 maschi e 7.953 femmine.